# Анті Караяні (стадіон)
Стадіон «Анті Караяні» (грец. Δημοτικό Στάδιο Ανθή Καραγιάννη) — багатофункціональний стадіон у місті Кавала, Греція, домашня арена ФК «Кавала».
Стадіон побудований та відкритий 1970 року як національний стадіон. У 2004 році реконструйований за національною програмою «Греція-2004». Після Літніх Паралімпійських ігор 2004 року арені присвоєно ім'я місцевого паралімпійця Анті Караяні. 2009 року, після виходу «Кавали» до Суперліги, здійснено реконструкцію та розширення, в результаті чого стадіон приведено до вимог ліги, потужність збільшено до 10 500 глядачів.
Рекорд відвідування встановлено у 1973 року під час матчу між «Кавалою» та «Олімпіакосом». Тоді за грою спостерігало 18 200 глядачів.